# Bilunabirrotonda
En geometría, la bilunabirrotonda es uno de los sólidos de Johnson (J91). Es uno de los sólidos de Johnson elementales que no se obtienen a partir de manipulaciones de "cortado y pegado" de sólidos platónicos y de Arquímedes o sólidos arquimedianos
Los 92 sólidos de Johnson fueron nombrados y descritos por Norman Johnson en 1966.

Una rotación completa de bilunabirrotonda, una combinación de fotos cada 15 grados